# 奧菲歐
《奧菲歐》（義大利語：L'Orfeo）是在1607年時，由義大利作曲家克勞迪奧·蒙台威爾第早期創作的歌劇作品，也是文藝復興－巴洛克時期的音樂作品。《奧菲歐》是克勞迪奧·蒙台威爾第創作的第一部歌劇，最初是為了義大利曼托瓦年度狂歡節的宮廷表演而創作，在1607年2月24日於曼托瓦宮廷劇院首次演出。1609年，《奧菲歐》在威尼斯出版劇本，並在1914年重新以音樂會方式發表。整部歌劇分成五幕，在最前面還安排有序。
歌劇劇本是由小亞歷山德羅·斯特里吉奧創作，其內容取材自奧維德的《變形記》和維吉爾的《農事詩》，改編希臘神話裡面奧菲斯與歐律狄刻的故事。《奧菲歐》的故事內容便闡述奧菲斯前往黑帝斯的冥府，試圖將已故的妻子歐律狄刻帶回人間。克勞迪奧·蒙台威爾第的《奧菲歐》因而與克里斯托夫·維利巴爾德·格魯克的《奧菲歐與尤麗狄茜》，共同被視為是以奧菲斯為主題的重要音樂作品之一。
《奧菲歐》是最早被歸類為歌劇的音樂作品之一。雖然普遍認為雅各布·佩里的《達芙妮》是第一部歌劇作品，而佩里的《尤麗狄茜》是現存最古老的歌劇，但《奧菲歐》仍然是最早定期演出的歌劇，並且至今仍在世界各地的許多劇院定期演出。

## 外部連結
- L'Orfeo：国际乐谱典藏计划上的乐谱
- L'Orfeo libretto in Italian with English translation
- L'Orfeo libretto in German translation